# FAB Link

Les différents réseaux électriques d'Europe.

Liaisons sous-marines électriques HVDC en Europe (à l'exception des lignes de faible puissance). Légende :,,.

FAB Link est un projet de liaison par câble France-Alderney-Britain d'une longueur de 220 km. Il s'agit d'un projet européen qui fait partie d'une série d'interconnexions entre l'Europe continentale et le Royaume-Uni dans le cadre du système d'interconnexion électrique à haute tension et à courant continu (HVDC). Le projet est développé conjointement par RTE et FAB Link Limited.
À l'origine du projet en 2016, seule la liaison IFA 2000 relie la France au Royaume-Uni et la liaison BritNed (en) les Pays-Bas au Royaume-Uni.
Entre-temps, la liaison Nemo Link (en) a été mise en service en 2019 entre la Belgique et le Royaume-Uni puis les liaisons IFA-2 en 2021 et Eleclink en 2022 entre la France et le Royaume-Uni.

## FAB Link
FAB Link relie le réseau synchrone de Grande-Bretagne (en) au réseau synchrone d'Europe continentale. Le développement des énergies renouvelables intermittentes conduit au renforcement des interconnexions européennes.

### Câbles
Il s'agit de deux câbles de 700 MW fournissant une capacité de totale de 1 400 MW.
Selon les plans, 25 km de câbles terrestres en France depuis Menuel. L'atterrage se fera à Siouville-Hague. Ensuite, 30 km de câbles sous-marins HVDC sont à poser entre la France et Aurigny. 1 km de câbles terrestres traversent l'île d'Aurigny, 140 km de câbles sous-marins HVDC avec atterrissage à Budleigh Salterton, 20 km de câbles terrestres HVDC vers une station de conversion prévue près de l'aéroport d'Exeter avec quelques câbles terrestres AC pour se connecter au réseau électrique de Grande-Bretagne (en),.
Les câbles terrestres transportent une tension de 400 kV AC, la tension sous-marine sera de 320 kV DC.
Les convertisseurs à source de tension (VSC) sont la technologie de conversion préférée.
Les eaux territoriales des îles anglo-normandes sont enclavées dans la zone économique exclusive de la France (ZEE française), ce qui fait que les câbles entre Aurigny et la Grande-Bretagne traversent bel et bien la ZEE française sur 18 km.

### Calendrier des coûts et de la construction
Le coût est estimé à 750 millions d'euros.
Le projet FAB a reçu un financement de 7,235 millions d'euros de la Commission européenne par l'intermédiaire de Connecting Europe Facility (en).
En janvier 2017, les demandes de licences de Marine Management Organisation (en), du  conseil du district d'East Devon et des États de Guernesey ont été présentées.
L'approbation du projet est attendue après qu'Ofgem ait rendu sa décision finale d'évaluation du projet en juillet 2017, la décision finale d'investissement étant prise fin 2017.
La construction du projet devait commencer en 2018 et s'achever en 2022,. En mars 2022, les promoteurs du projet, FAB Link Limited et RTE, sont convenus de « revoir et réévaluer le projet », l'objectif étant de demander le soutien des régulateurs pour relancer le projet, en raison du Brexit.

### Interconnexion électrique FAB Link
FAB Link à Aurigny est un ensemble de câbles, chacun de 5 pouces de diamètre, enfouis à 1 ou 2 mètres de profondeur, traversant Aurigny au lieu-dit Longis Common. Il est relié aux câbles sous-marins de la France vers Aurigny et d'Aurigny vers l'Angleterre.
FAB Link Limited est une entreprise commune entre Alderney Renewable Energy Limited et Transmission Investment LLP. Transmission Investment est une entreprise indépendante de premier plan dans le domaine de la transmission, qui couvre le montage, le développement de projets, la gestion des acquisitions, la structuration financière et la gestion d'actifs.

## Effets secondaires
FAB Link facilitera l'exportation de l'électricité produite par les hydroliennes dans les eaux d'Aurigny (Raz Blanchard).
Les câbles électriques sous-marins doivent intégrer des fibres optiques pour surveiller les performances, ce qui donne une capacité excédentaire pouvant être utilisée pour les communications à haut débit.
Alderney recevrait un loyer d'environ 70 000 livres sterling par an pour les installations qu'elle fournit, ainsi qu'une éventuelle réduction des prix de l'électricité payés par les consommateurs.

### Problème de planification
Des conflits non résolus concernant l'adéquation de ce projet à l'île ont entraîné le report de modifications controversées de la loi sur l'aménagement du territoire en 2016. Ce changement de loi sans précédent allait ouvrir la zone connue sous le nom de Green Belt au développement d'utilités industrielles, accordant à FAB Link l'autorisation de poser des câbles à travers un secteur rural d'Aurigny. Le maintien des lois de préservation aurait pour conséquence, en matière de câbles, un contournement complet d'Aurigny.

### Controverse
Certains habitants d'Aurigny pensent que le caractère d'Aurigny serait gâché, ce qui porterait préjudice à l'industrie touristique saisonnière de l'île ; des manifestations de protestation ont eu lieu en 2016 et en juillet 2017. D'autres pensent que la liaison électrique aidera les futurs projets d'hydroliennes et bénéficiera financièrement aux entrepreneurs de construction et de production d'énergie.